# Gros-Réderching
Gros-Réderching – miejscowość i gmina we Francji, w regionie Grand Est, w departamencie Mozela.
Według danych na rok 1990 gminę zamieszkiwało 1065 osób, a gęstość zaludnienia wynosiła 68 osób/km² (wśród 2335 gmin Lotaryngii Gros-Réderching plasuje się na 351. miejscu pod względem liczby ludności, natomiast pod względem powierzchni na miejscu 313.).